# Matrona (antica Roma)

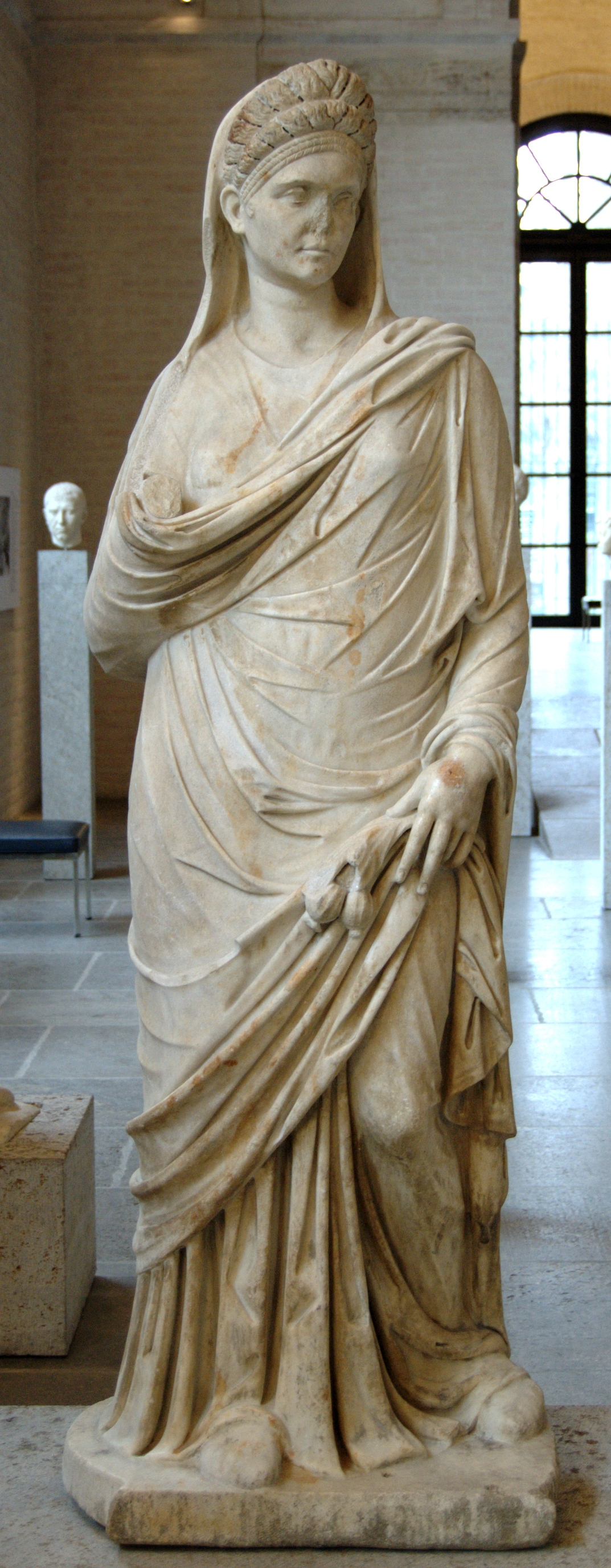
Statua di una matrona (circa 100-110 d.C.), Gliptoteca di Monaco di Baviera.

La matrona era, nell'antica Roma, una donna che possedeva la cittadinanza romana e aveva contratto un matrimonio romano con un uomo libero.

## Storia
Durante il periodo della repubblica romana, il posto che in prevalenza le era riservato era quello della realtà domestica, col compito di prendersi cura della domus nell'ambito della famiglia romana, sotto la protezione e la tutela del pater familias, fosse esso il padre oppure il marito. Non le era in alcun modo consentito ricoprire cariche pubbliche o avviare un'attività politica.
L'eccezione più eclatante, a questo riguardo, era però quella costituita dal gruppo delle sei vergini vestali le quali, pur essendo donne, mantenevano un altissimo status sociale nell'ambito della religione romana con offerte a loro espressamente dedicate.
Le matrone rappresentavano, nella società romana, quello che raffiguravano le divinità femminili più importanti, soprattutto nel loro ruolo di madri e mogli fedeli. La matrona era la madre (mater familias), dignitosa e rispettabile, responsabile della corretta manutenzione della casa e della crescita dei figli; esente dal lavoro domestico e agricolo, tranne che per la filatura della lana, una tradizione che i romani facevano derivare dall'episodio storico del ratto delle Sabine. In quanto madre di famiglia, ha un certo potere all'interno della casa, dirige i servi e gli schiavi e viene chiamata "domina" (padrona).
Alle matrone romane era dedicata una festa appositamente celebrata a Roma, durante le calende di marzo, denominata Matronalia. Tra le donne più ammirate e stimate della storia romana ci sono le matrone Veturia (madre di Gneo Marcio Coriolano) e Cornelia (madre dei due Gracchi, Tiberio Gracco e Gaio Gracco). Durante l'impero romano, il termine è spesso usato in un senso più ampio, a titolo onorifico, in particolare per le donne di più illustre lignaggio, quali Antonia minore, Servilia e Clodia.
Sembra anche che le matrone, almeno in certe occasioni, si siano coalizzate e organizzate, come dimostrato dalla loro richiesta di abolizione della Lex Oppia e dalla loro opposizione alle misure del secondo triumvirato, un comportamento che, agli uomini romani, appariva comunque del tutto inappropriato per una matrona rispettabile.
Una matrona poteva essere riconosciuta dalla sua stola e dai capelli intrecciati con vittae (fasce), considerate come oggetti necessari da indossare tra i capelli.
Nelle prime chiese cristiane vi era un apposito spazio a loro dedicato, di solito una loggia sopraelevata, chiamato matroneo.
Nel linguaggio corrente il termine è venuto col tempo a indicare una signora dalla particolare dignità e gravità ma anche, con accezione dispregiativa, un'anziana sovrappeso. L'accezione dispregiativa è storicamente infondata, vista l'importanza dello "status" di matrona nell'impero romano quale esempio della prima emancipazione femminile. "Matrona", oltre a essere, uno status molto importante della donna in età imperiale, con i secoli è anche diventato nome comune di donna e, nel V secolo, quello di una santa, la cui ricorrenza è il 25 gennaio (Matrona di Capua, santa patrona di San Prisco, in provincia di Caserta). 
Durante il medioevo, la parola invece indicava la donna matura che aiuta le giovani a partorire, col significato, quindi, di levatrice.

## Famose matrone romane

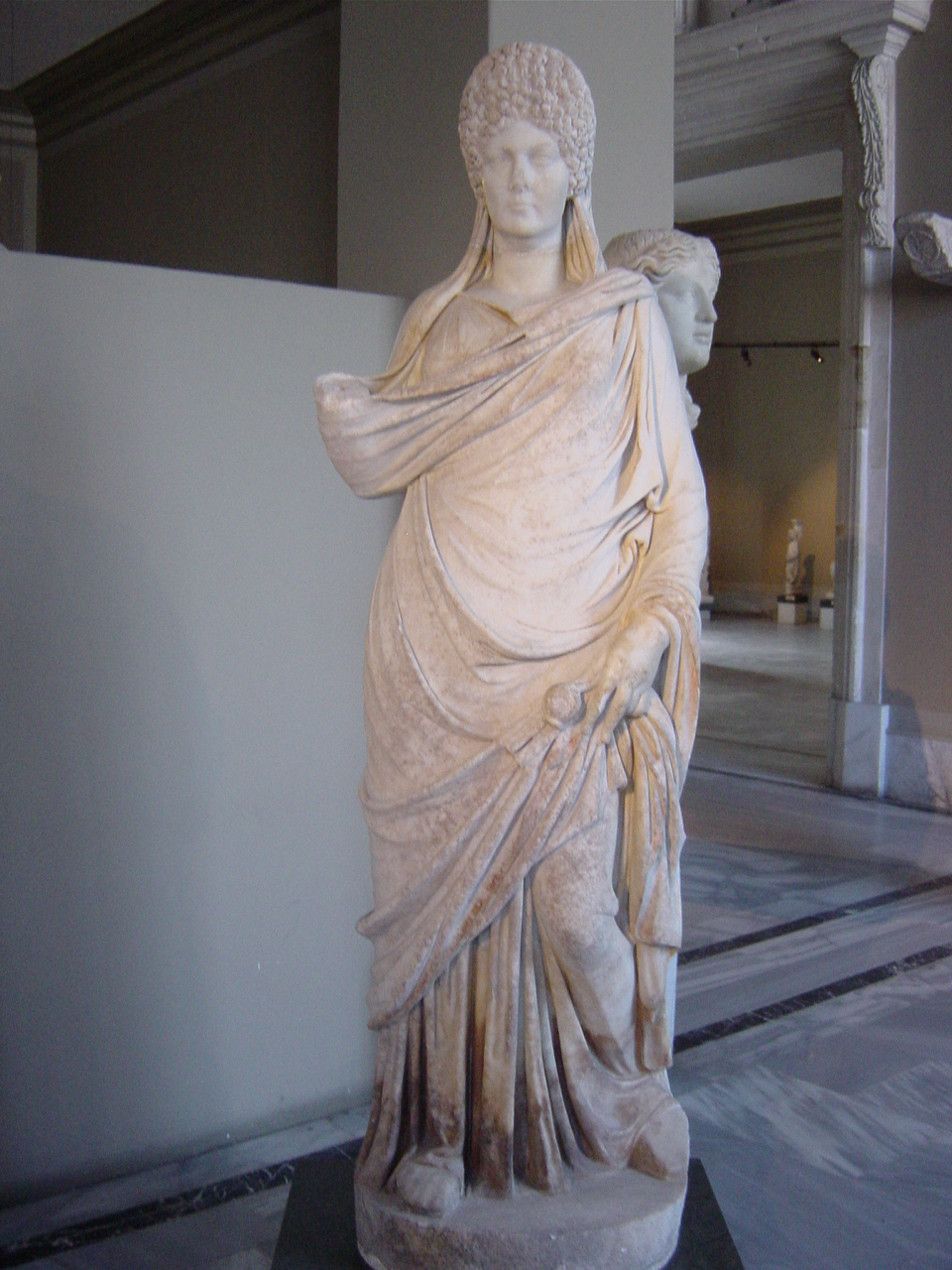
Matrona romana del II secolo.

- Aurelia Cotta, madre di Gaio Giulio Cesare
- Agrippina maggiore, moglie di Germanico
- Agrippina minore, seconda moglie dell'imperatore Claudio e madre di Nerone
- Cecilia spazzane, donne della famiglia dei Caecilii Metelli
- Cornelia Cinna, la prima moglie di Giulio Cesare
- Pompea Silla, seconda moglie di Giulio Cesare
- Calpurnia, la terza moglie di Giulio Cesare
- Azia maggiore, madre del primo imperatore romano Augusto
- Vipsania Agrippina, prima moglie di Tiberio
- Alfidia, figlia del magistrato romano Marco Aufidio Lurcone
- Mucia Terzia, moglie di Gneo Pompeo Magno
- Fulvia (moglie di Marco Antonio) (la prima donna il cui volto sia apparso sulle monete romane)
- Livia Drusilla, moglie di Augusto
- Scribonia, seconda moglie di Augusto
- Giulia Livilla (figlia di Germanico), sorella di Caligola
- Drusilla, sorella di Caligola
- Cornelia, madre dei Gracchi
- Lucrezia, moglie di Collatino
- Flavia Giulia Elena, santa, augusta e madre di Costantino I imperatore romano.